# Gymnázium Aš
Gymnázium Aš je osmileté a čtyřleté gymnázium, které sídlí v Aši. Kapacita školy je podle zřizovací listiny určena pro vzdělávání 615 žáků, z toho pro 315 žáků gymnázia. Ředitelem školy je Mgr. Petr Jelínek.

## Historie
Historie ašského gymnázia sahá až do roku 1908, kdy bylo v Aši založeno Státní reálné gymnázium s vyučovacím jazykem německým, na němž se vyučovalo až do vypuknutí druhé světové války. Po válce byla výuka znovu zahájena v roce 1947 již s vyučovacím jazykem českým, ale trvala pouze do 1. 9. 1949. Gymnaziální vzdělávání se pak vrátilo do Aše až v roce 1954, kdy byla zřízena Jedenáctiletá střední škola. 1. září 1959 se rozhodnutím Ministerstva školství a kultury mění JSŠ na experimentální Dvanáctiletou střední školu, později na Střední všeobecně vzdělávací školu (SVVŠ). V roce 1965 bylo gymnázium opět zrušeno a převedeno do Chebu, avšak v roce 1990 se jej podařilo v Aši obnovit.
K 1. 7. 2002 došlo k administrativnímu sloučení gymnázia se střední průmyslovou školou textilní a ke změně názvu na Gymnázium a SOŠ Aš. Pod hlavičkou SOŠ byly nabízeny různé obory, např. Management oděvnictví, Technické lyceum či Informatika v ekonomice. Připravovala žáky pro činnost kvalifikovaných odborníků v oblasti řešení ekonomické problematiky s aktivním využitím výpočetní techniky a prací spojených s komunikační technikou.
V roce 2013 se na veřejnosti objevila listina plánující zrušení několika škol včetně gymnázia. Po protestech veřejnosti bylo gymnázium zachráněno.
SOŠ ukončila výuku v červnu 2015. Proto od 1. 9. 2015 mění škola název na Gymnázium Aš, příspěvková organizace.

## Škola
Osmileté gymnázium nabízí žákům všeobecné studijní zaměření a navzdory tomu, že se jedná o malou školu, daří se výuku obohatit některými nadstandardními prvky.
Škola stanovila výuku cizích jazyků jako svou prioritu. Jako první cizí jazyk se od primy vyučuje angličtina, od sekundy přibývá jako druhý cizí jazyk němčina. Hodinová dotace obou jazyků je v ŠVP maximálně navýšena, takže žáci jsou schopni složit maturitní zkoušku v kterémkoli z nich. V případě německého jazyka má ašské gymnázium výhodu v tom, že patří mezi školy, jež svým žákům umožňují složení mezinárodně uznávané jazykové zkoušky Das deutsche Sprachdiplom. Další předností školy je její poloha v bezprostředním sousedství SRN. Ašští gymnazisté mají v kvartě možnost strávit šest týdnů na gymnáziu v Selbu a na vyšším stupni se mohou zúčastnit ročního studijního pobytu na gymnáziu v Pegnitz. Partnerské německé školy s gymnáziem rovněž spolupracují v celé řadě projektů nejrůznějšího zaměření.
V posledních dvou ročnících si žáci vybírají z nabídky volitelných předmětů humanitního či přírodovědného zaměření. Mohou se tak přednostně věnovat předmětům, které jsou důležité pro jejich další studium. Do každého ročníku je rovněž zařazen týdenní kurz (ekologický, sportovní, estetický a kurz osobnostního a sociálního rozvoje), na vyšším stupni navíc ještě projektový týden.
V rámci ŠVP škola rovněž věnuje zvýšenou pozornost environmentálnímu vzdělávání, které je integrováno do většiny předmětů, aby se ekologické myšlení mohlo prolínat všemi oblastmi vzdělávání. Environmentální výchova se podílí na aktivitách zaměřených na získání citlivého, odpovědného a trvale udržitelného vztahu k přírodnímu prostředí. Některé z nich se realizují ve spolupráci s partnerskými organizacemi a školami v Bavorsku a Sasku. Velkou oblibu si získal týdenní ekologický kurz ve středisku Sedmihorky, který absolvují žáci primy. Nově utvořená třída tak společně stráví pět dní mimo školní lavice a kromě prakticky orientovaných aktivit zaměřených na poznání přírody se žáci navzájem lépe poznají.
Dalším nadstandardním prvkem je zařazení předmětu Dramatická výchova do ŠVP. Vyučuje se v primě a sekundě a nejmladším žákům nabízí nejrůznější kreativní činnosti, na něž ve výukových předmětech často nezbývá prostor ani čas. Mnoho žáků později navštěvuje kurzy Dramatické výchovy, které pořádá ZUŠ Roberta Schumanna v Aši. Řada z nich se díky tomu aktivně podílí na kulturním dění ve městě, např. během každoročního kulturně divadelního festivalu Ašlerky.
Ve spolupráci s Městským domem dětí a mládeže Sluníčko Aš se škola podílí i na mimoškolních aktivitách žáků. Někteří učitelé vedou zájmové kroužky, např. pohybové hry, fotografický kroužek, filmový klub či novinářský kroužek, v jehož rámci vychází školní noviny Napříč.
Škola se nachází v blízkosti centra města na Hlavní ulici. Je výhodně umístěna v blízkosti vlakového nádraží a autobusové zastávky.

### Vybavení školy
Škola má pro výuku k dispozici kromě kmenových tříd také odborné učebny – učebna biologie, učebna fyziky, učebna zeměpisu, dvě učebny pro výuku informatiky a výpočetní techniky, jazykové učebny, všechny jmenované učebny byly zmodernizovány koncem roku 2017, chemická laboratoř a laboratoř fyziky, ty se zmodernizovaly roku 2017, multimediální učebna pro širší využití, učebna hudební výchovy, dramatické výchovy a výtvarné výchovy. Počítačová síť školy je 24 hodin připojena k internetu. Všechny učebny jsou vybaveny dataprojektory, v učebnách IVT a ve všech jazykových učebnách se nacházejí interaktivní tabule.
Ve škole je dále knihovna, posilovna a od roku 2023 také studovna. Škola má v areálu vlastní tělocvičnu a moderní výdejnu jídel. Dále má poměrně velkou zahradu, která slouží k relaxaci žáků za příznivého počasí.
O přestávkách mohou žáci využívat stoly na ping pong anebo hrát stolní fotbal.